# Liberty, Illinois
Liberty är en ort i Adams County i delstaten Illinois, USA. År 2000 hade orten 519 invånare. Den har enligt United States Census Bureau en area på 1,0 km², allt är land.